# Percival Treite
Percival „Percy“ Treite (* 10. September 1911 in Berlin; † 8. April 1947 in Hamburg) war ein deutscher Arzt (Gynäkologe) und SS-Obersturmführer.

## Leben
Percival Treites Vater war Finanzsekretär und britischer Staatsbürger. Sein Sohn bestand an der Kantschule in Berlin-Karlshorst Ostern 1931 das Abitur mit der Note „gut“. Er studierte danach in Berlin Medizin und einige Semester Chemie, das Staatsexamen bestand er 1936 mit der Note „gut“. Nach seinem Examen arbeitete er als Praktikant vom 1. Januar bis 30. Juni 1937 an der 2. Medizinischen Klinik der Charité unter Gustav von Bergmann und vom 1. Juli bis 31. Dezember 1937 an der Universitäts-Frauenklinik Berlin unter Walter Stoeckel. Die Bestallung als Arzt erfolgte am 1. Januar 1938.
Danach war er zunächst bis 30. September 1938 als Volontärarzt und später als wissenschaftlicher Assistent einerseits bei Stoeckel, andererseits am Pathologischen Institut der Universität unter Robert Meyer tätig, insbesondere im Bereich der gynäkologischen Pathologie. Im Dezember 1938 wurde er über „Chemisch-analytische Untersuchungen an der Uterusmuskulatur“ promoviert und setzte seine Forschungstätigkeit fort. Seit 1940 erfolgte die Weiterbildung im Gynäkologischen, Geburtshilflichen und Strahlentherapeutischen Bereich der Klinik. 1943 erlangte er die Habilitation und am 19. Mai 1943 die Ernennung zum Dozenten für Gynäkologie und Geburtshilfe an der Berliner Universität.
Aus einer Beurteilung Prof. Stoeckels am 18. Dezember 1943 anlässlich der Habilitation an den Rektor der Universität Berlin: „Er [d.i.Treite] ist an meiner Klinik noch in der Ausbildung begriffen, deren klinischer Teil noch nicht beendet ist. Man darf aber jetzt schon behaupten, dass er ein wissenschaftlich ungewöhnlich begabter und in seltenem Maße schöpferisch veranlagter Mensch ist. Seine bisherigen Leistungen auf pathologisch-anatomischem Gebiet haben ihm bereits die größte Anerkennung nicht nur bei seinen Fachgenossen, sondern auch bei den Pathologen verschafft, und es hat den Anschein, als ob er sich eine ebenso autoritative Stellung erarbeiten wird, wie sein Lehrer Robert Meyer, dessen fraglos bester und befähigster Schüler er ist. Für ein Ordinariat kommt er vorläufig natürlich nicht in Betracht, und es wird abzuwarten sein, ob er auch in klinischer Hinsicht sich als genügend qualifiziert erweist.“
Mitglied der Allgemeinen SS war er seit Oktober 1933 (nach anderer Quelle März 1934) (SS-Nr. 220.796, NSDAP 5.386.859), die Einberufung zur Waffen-SS erfolgte am 1. April 1943, zunächst nach Stettin. Seine Versuche, zurück in das Zivilleben zu kommen, scheiterten. Er besuchte in Graz den Kurs für „Mediziner im Feld“, danach war er im SS-Lazarett in Prag tätig. Ende August bzw. Anfang September 1943 wurde er in das KZ Oranienburg versetzt, wo er als KZ-Arzt eingeteilt wurde. Die nach seinen Angaben anfänglich gegebene Zusage, nach sechs Monaten an die Front versetzt zu werden, wurde zurückgezogen (vgl. Gerhard Schiedlausky).
Zunächst war von seinen Vorgesetzten eine Abordnung in das KZ Auschwitz oder KZ Mauthausen erwogen worden. Als jedoch bekannt wurde, dass Treite Gynäkologe war, erfolgte die Versetzung in das Frauen-KZ Ravensbrück im September 1943.
Dort war er nach eigener Aussage Richard Trommer unterstellt und als zweiter Lagerarzt bis April 1945 an Selektionen (willkürliche Auswahl von Menschen zur Ermordung) und Menschenversuchen, z. B. Zwangssterilisierungen beteiligt.
Über seine Tätigkeit in Ravensbrück gab es unterschiedliche Zeugenaussagen. Einige berichteten, dass er sehr höflich gewesen sei, die Frauen aber nach ihrem Alter und ihrer „Marschfähigkeit“ selektiert habe. Viele bezeichneten ihn als den hauptverantwortlichen Arzt. Er habe zusammen mit Richard Trommer Sterilisierungsversuche an „Zigeunerinnen“ durchgeführt. Treite verneinte wahrheitsgemäß, mit den Versuchen der Ärzte aus Hohenlychen zu tun gehabt zu haben. Er traf zu seiner Zeit nur noch einige der Versuchsopfer an.
Zu seiner Entlastung sagte eine ehemalige Häftlingsfrau aus, dass er vielen Engländerinnen und Amerikanerinnen das Leben gerettet habe, indem er sie als Französinnen ausgegeben und in die Transporte des Internationalen Roten Kreuzes geschmuggelt habe. Vor Gericht ging u. a. eine Petition von acht Niederländerinnen ein, die von einer erheblichen Verbesserung der medizinischen Versorgung in Ravensbrück berichteten, seit Treite seinen Dienst dort versah. Diese positiven Aussagen wurden in einer anderen Petition, die von mehreren ehemaligen Häftlingsfrauen in Polen unterzeichnet wurde, bestätigt.
Am 3. Februar 1947 wurde er für seine Verbrechen im Rahmen des ersten von sieben Ravensbrück-Prozessen von einem britischen Militärgericht in Hamburg zum Tode verurteilt. Der geplanten Vollstreckung der Strafe in Hameln kam er am 8. April 1947 durch Suizid mit Gift zuvor. Um 12:50 Uhr wurde er im Hamburger Zuchthaus Fuhlsbüttel sterbend aufgefunden, um 13:35 Uhr der Tod festgestellt.